# (14065) Flegel
(14065) Flegel est un astéroïde de la ceinture principale.

## Description
(14065) Flegel est un astéroïde de la ceinture principale. Il fut découvert le 11 mars 1996 à Kitt Peak par le projet Spacewatch. Il présente une orbite caractérisée par un demi-grand axe de 2,58 UA, une excentricité de 0,16 et une inclinaison de 2,2° par rapport à l'écliptique.

## Compléments